# Pont-de-Ruan
Pont-de-Ruan – miejscowość i gmina we Francji, w Regionie Centralnym, w departamencie Indre i Loara.
Według danych na rok 1990 gminę zamieszkiwało 536 osób, a gęstość zaludnienia wynosiła 93 osoby/km² (wśród 1842 gmin Regionu Centralnego Pont-de-Ruan plasuje się na 654. miejscu pod względem liczby ludności, natomiast pod względem powierzchni na miejscu 1336.).